# Álamos
Álamos là một đô thị thuộc bang Sonora, México. Năm 2005, dân số của đô thị này là 24493 người.